# یواس‌اس اسپرینگفیلد (اس‌اس‌ان-۷۶۱)
یواس‌اس اسپرینگفیلد (اس‌اس‌ان-۷۶۱) (به انگلیسی: USS Springfield (SSN-761)) یک زیردریایی است که طول آن ۱۱۰٫۳ متر (۳۶۱ فوت ۱۱ اینچ) می‌باشد. این زیردریایی در سال ۱۹۹۲ ساخته شد.